# Sonja Meijer

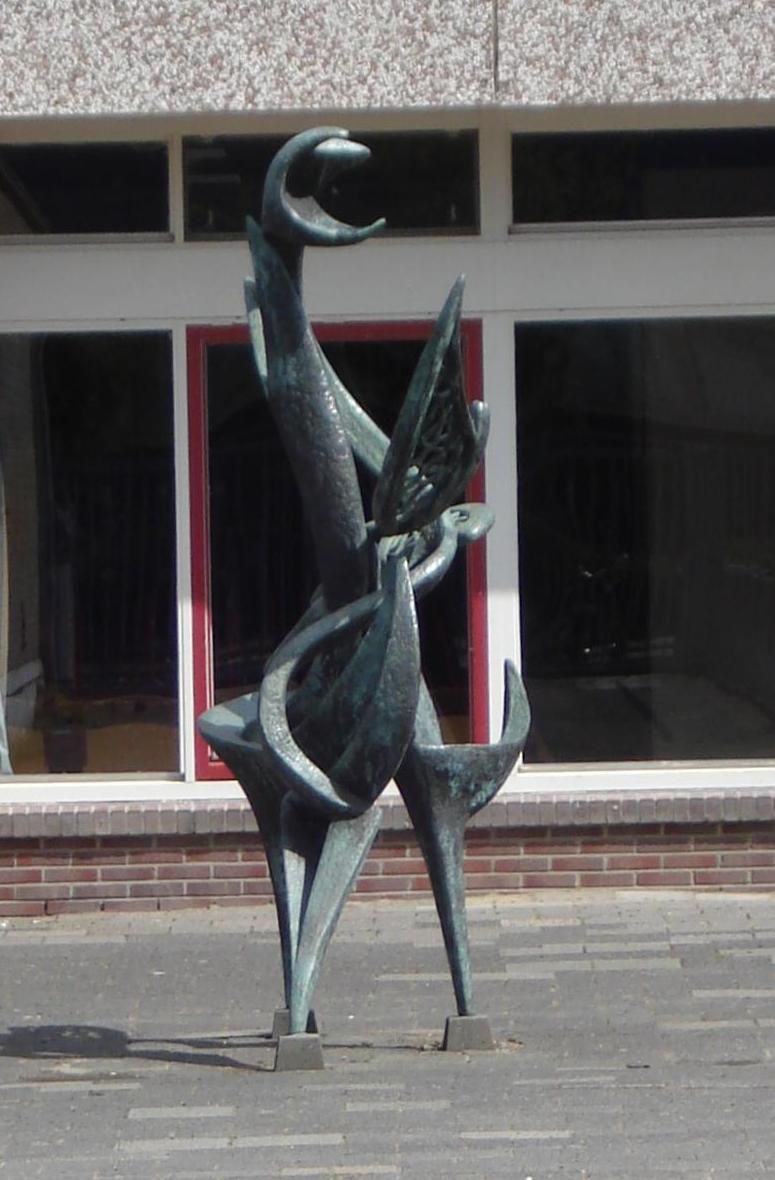
Groei in Capelle aan den IJssel

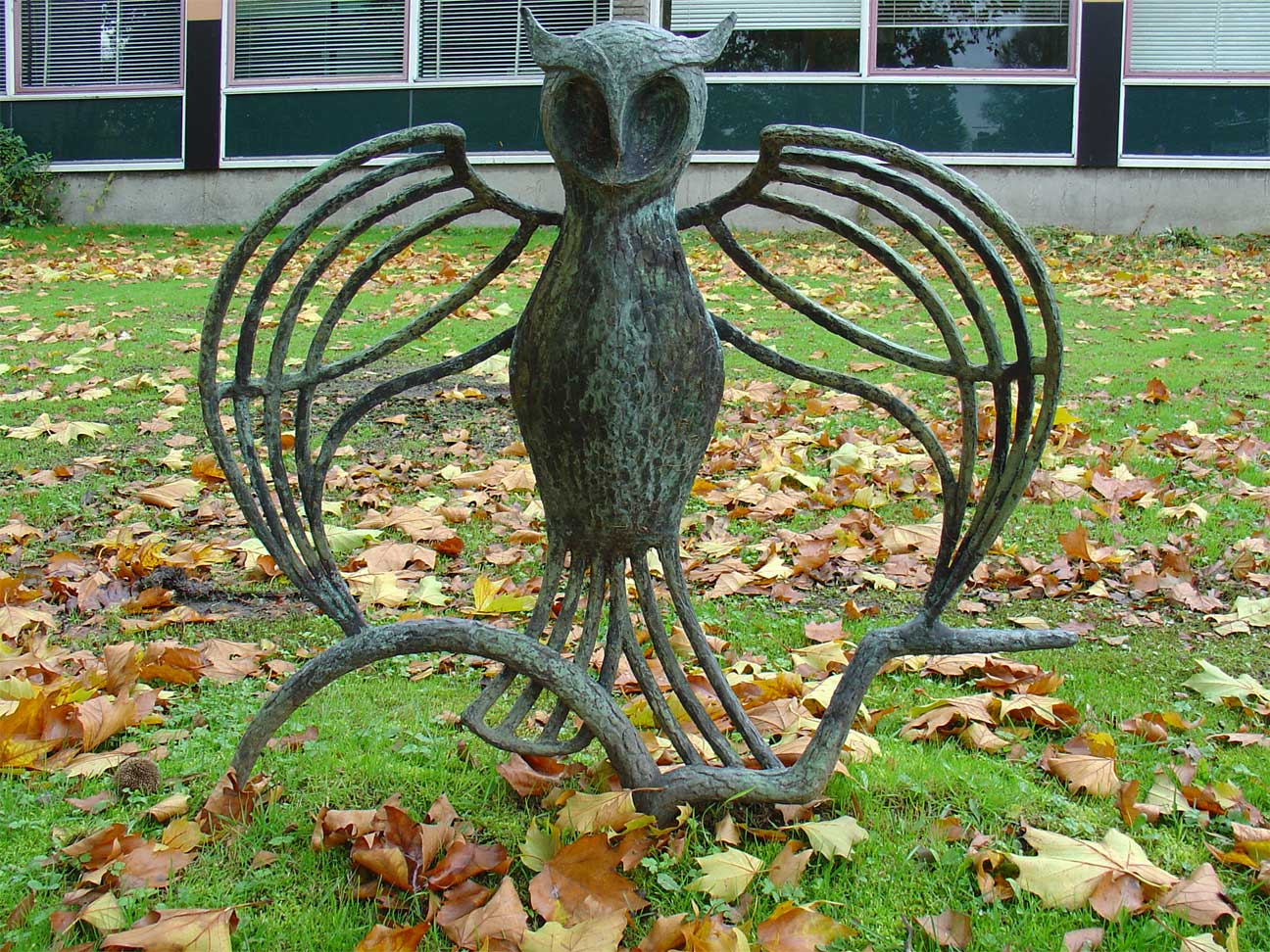
Uiltje in Gouda

Sonja Meijer of ook wel Sonja Meyer (Gouda, 22 november 1929 - Reeuwijk, 4 januari 1994) was een Nederlandse beeldhouwer.

## Leven en werk
Sonja Meijer was een in Gouda geboren beeldhouwster, die zich op 18-jarige leeftijd in Reeuwijk vestigde. Ze woonde bijna 40 jaar samen met haar levenspartner in een zelf ontworpen en ook zelf gebouwde houten villa aan de John Raedeckersingel in Reeuwijk. Het pad dat van de Raadhuisweg langs haar huis naar de Raedeckersingel loopt is sinds haar dood officieel omgedoopt tot het Sonja Meijerpad.
Sonja Meijer maakte naast sculpturen en beelden ook etsen, tekeningen en ze schreef poëzie. Haar gedichten zijn in diverse verzamelbundels en tijdschriften gepubliceerd.
Meijer kreeg haar opleiding van de beeldhouwers Dirk Bus, Henri van Haaren en Cor Hund. Haar werken zijn vooral te vinden in Gouda, Reeuwijk, Capelle aan den IJssel, Oudewater en Alphen aan den Rijn.
In 1950 maakte zij voor het nieuwe badhuis in Alphen aan den Rijn vier reliëfs, waarover opwinding ontstond vanwege het zogenaamde 'onkuise' karakter. Een van de reliëfs verdween naar de zolder van het gemeentehuis. Later zijn deze reliëfs, in brons gegoten, geplaatst in de buitenmuur van het zwembad 'De Thermen', dat in 2007 is afgebrand.
Boven de ingang van het oude gemeentehuis van Reeuwijk hangt nog steeds het door haar ontworpen “Wapen van Reeuwijk”.
Haar werk kent diverse stijlen, maar haar liefde voor dieren is vaak in haar openbare werken terug te zien.

## Andere werken (selectie)
- gevelplastiek (1957) voor de Huishoud- en Industrieschool in Hoorn
- De arbeider (1960) Krimpen aan den IJssel
- De boze vogel (1961) - Reeuwijk
- Uiltje (1970) - Moreauhof in Gouda
- Orpheus op weg naar Euridice (1970) - van Bergen IJzendoornpark in Gouda
- Groei (1971) - Capelle aan den IJssel
- Lampionoptocht (1975) - keramisch reliëf in Capelle aan den IJssel
- Twee eekhoorns in boom (1978) - Oudewater
- De spuitgast of De brandweerman (1979) - Nieuwehaven in Gouda
- Kleine uitvoering van De Spuitgast - Reeuwijk-Brug
- Ganzen 1984/85 - Reeuwijk